# Природные заповедники Украины
Природные заповедники Украины, в соответствии с Законом Украины «О природно-заповедном фонде Украины» от 16 июня 1992 года, относятся к объектам природно-заповедного фонда Украины, имеют особую природоохранную, научную, эстетическую, рекреационную и другую ценность; охраняются как национальное достояние. Относительно них устанавливается особенный режим охраны, воссоздания и использования. 
По состоянию на октябрь 2013 года на территории Украины насчитывается 19 природных заповедников.

## Статистические сведения
Суммарная площадь природных заповедников Украины в пределах её международно признанных границ (включающих контролируемый Россией Крым) составляет 1 916,6 км2. Крупнейшим природным заповедником Украины является Крымский природный заповедник, а в пределах контролируемой Украиной территории — Ровненский природный заповедник. Самый маленький по площади заповедник Украины — Мыс Мартьян (240 га), а без учёта крымских заповедников — природный заповедник «Михайловская целина» (882,9 га).
Из 19 природных заповедников в зоне смешанных лесов находятся 4 (Полесский, Ровненский, Древлянский, Черемский), в лесостепной зоне — 3 (Расточье, Медоборы, Каневский), в степной зоне — 7 (Днепровско-Орельский, Казантипский, Луганский, Опукский, Украинский степной, Еланецкая степь, Михайловская целина), в Карпатах — 1 (Горганы), в Крымских горах — 4 (Карадагский, Крымский, Мыс Мартьян, Ялтинский).

## Список природных заповедников
Ниже представлен список природных заповедников на территории Украины. Серо-зелёным обозначены заповедники на контролируемой Россией территории Крыма (см. также список заповедников Крыма).
| №  | Вид | Название                                                                                    | Расположение                  | Площадь, га | Дата создания    | Количество видов, занесённых в Красную книгу Украины: флоры/фауны | Прим.         |
| -- | --- | ------------------------------------------------------------------------------------------- | ----------------------------- | ----------- | ---------------- | ----------------------------------------------------------------- | ------------- |
| 1  |     | Природный заповедник «Горганы» Природний заповідник «Ґорґани»                               | Ивано-Франковская область     | 5344,2      | 12 сентября 1996 | 15/20                                                             | [ 3 ]         |
| 2  |     | Днепровско-Орельский природный заповедник Дніпровсько-Орільський природний заповідник       | Днепропетровская область      | 3766,2      | 15 сентября 1990 | 9/24                                                              | [ 4 ]         |
| 3  |     | Древлянский природный заповедник Древлянський природний заповідник                          | Житомирская область           | 30 872,8    | 11 декабря 2009  | 12/7                                                              | [ 5 ]         |
| 4  |     | Природный заповедник «Еланецкая степь» Природний заповідник «Єланецький степ»               | Николаевская область          | 1675,7      | 17 июля 1996     | 17/77                                                             | [ 6 ]         |
| 5  |     | Казантипский природный заповедник Казантипський природний заповідник                        | Крым                          | 450,1       | 12 мая 1998      | 18/17                                                             | [ 8 ] [ 9 ]   |
| 6  |     | Каневский природный заповедник Канівський природний заповідник                              | Черкасская область            | 2027        | 30 июля 1923     | 26/74                                                             | [ 10 ] [ 11 ] |
| 7  |     | Карадагский природный заповедник Карадазький природний заповідник                           | Крым                          | 2874,2      | 9 августа 1979   | 77/83                                                             | [ 8 ] [ 12 ]  |
| 8  |     | Крымский природный заповедник Кримський природний заповідник                                | Крым                          | 44 175      | 30 июля 1923     | 79/53                                                             | [ 8 ]         |
| 9  |     | Луганский природный заповедник Луганський природний заповідник                              | Луганская область             | 2122        | 12 ноября 1968   | 32/19                                                             | [ 13 ] [ 14 ] |
| 10 |     | Природный заповедник «Медоборы» Природний заповідник «Медобори»                             | Тернопольская область         | 10 517      | 8 февраля 1990   | 29/20                                                             | [ 15 ]        |
| 11 |     | Природный заповедник «Михайловская целина» Природний заповідник «Михайлівська цілина»       | Сумская область               | 882,9       | 11 декабря 2009  |                                                                   |               |
| 12 |     | Природный заповедник «Мыс Мартьян» Природний заповідник «Мис Мартьян»                       | Крым                          | 240         | 20 февраля 1973  | 36/35                                                             | [ 8 ]         |
| 13 |     | Опукский природный заповедник Опукський природний заповідник                                | Крым                          | 1592,3      | 12 мая 1998      | 14/9                                                              | [ 8 ] [ 16 ]  |
| 14 |     | Полесский природный заповедник Поліський природний заповідник                               | Житомирская область           | 20 104      | 1968             | 17/53                                                             | [ 17 ] [ 18 ] |
| 15 |     | Природный заповедник «Расточье» Природний заповідник «Розточчя»                             | Львовская область             | 2084,5      | 5 октября 1984   | 32/19                                                             | [ 19 ]        |
| 16 |     | Ровненский природный заповедник Рівненський природний заповідник                            | Ровненская область            | 42 288,7    | 3 апреля 1999    | 29/33                                                             | [ 21 ] [ 20 ] |
| 17 |     | Украинский степной природный заповедник Український степовий природний заповідник           | Донецкая, Запорожская области | 3145,6      | 1961             | 46/25                                                             | [ 22 ] [ 23 ] |
| 18 |     | Черемский природный заповедник Черемський природний заповідник                              | Волынская область             | 2975,7      | 19 декабря 2001  |                                                                   | [ 24 ]        |
| 19 |     | Ялтинский горно-лесной природный заповедник Ялтинський гірсько-лісовий природний заповідник | Крым                          | 14 523      | 20 февраля 1973  | 82/36                                                             | [ 8 ]         |